# エア・カザフスタン
エア・カザフスタン（Air Kazakhstan）は、かつて中央アジアのカザフスタンで運航されていた航空会社である。日本ではカザフスタン航空との表記が使われていた。

## 概要
1996年10月8日にカザフスタン国営として設立されたが、当初は"Kazakhstan Airways"との英語表記を使用していた。1997年3月10日に"Air Kazakstan"へ、さらに2001年に"Air Kazakhstan"と表記が変更されている。
カザフスタン国内だけでなく近隣諸国への国際線を運航していたが、多額の債務のために2004年2月29日を最後に運航を停止し、同国の裁判所から2004年4月に破産宣告された。エア・カザフスタンの運航路線とフラッグキャリアの地位はエア・アスタナに移管された。

## 事故
1996年11月12日に、1907便がインドのニューデリー上空で、サウジアラビア航空のボーイング747と空中衝突し双方とも墜落し349人全員が犠牲になる大事故・ニューデリー空中衝突事故を引き起こしている。事故原因としてエア･カザフスタン側の操縦乗員が航空管制官の指示に従わなかったことであるとされた。これは国際航空言語である英語によって行われる管制官の指示をよく理解していなかったことが一因であるとされている。

## 機材
2004年の時点で以下の航空機を保有していた。

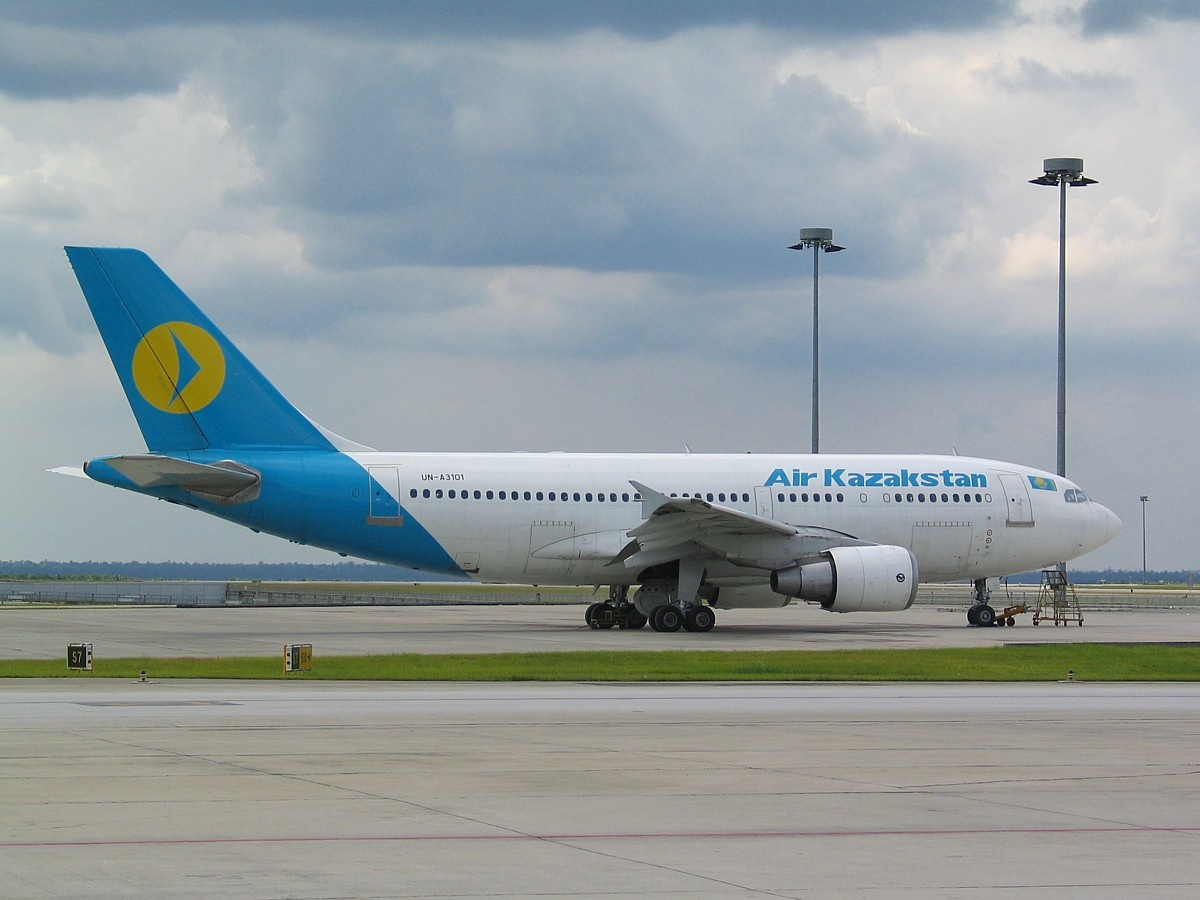
A310-300

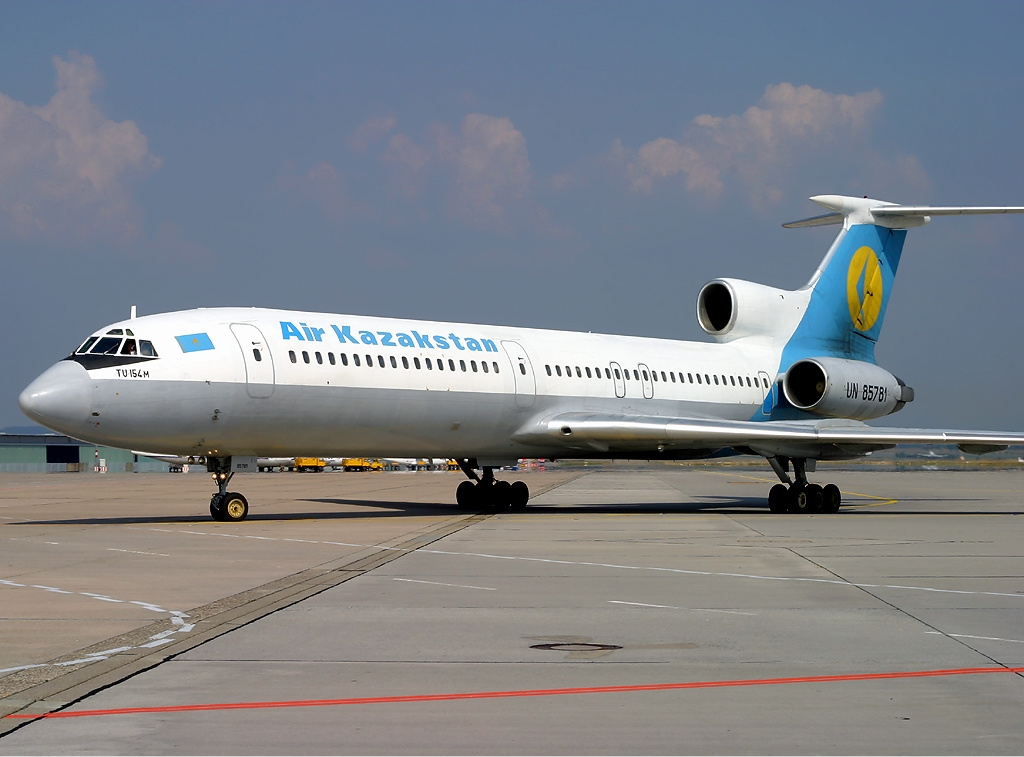
Tu-154M

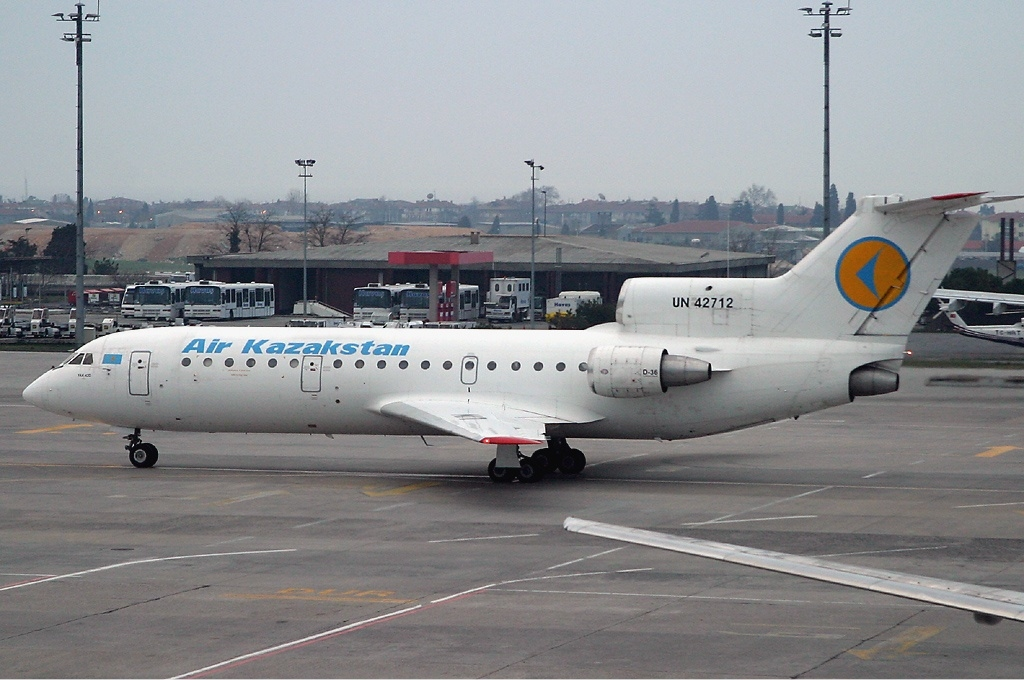
Yak-42

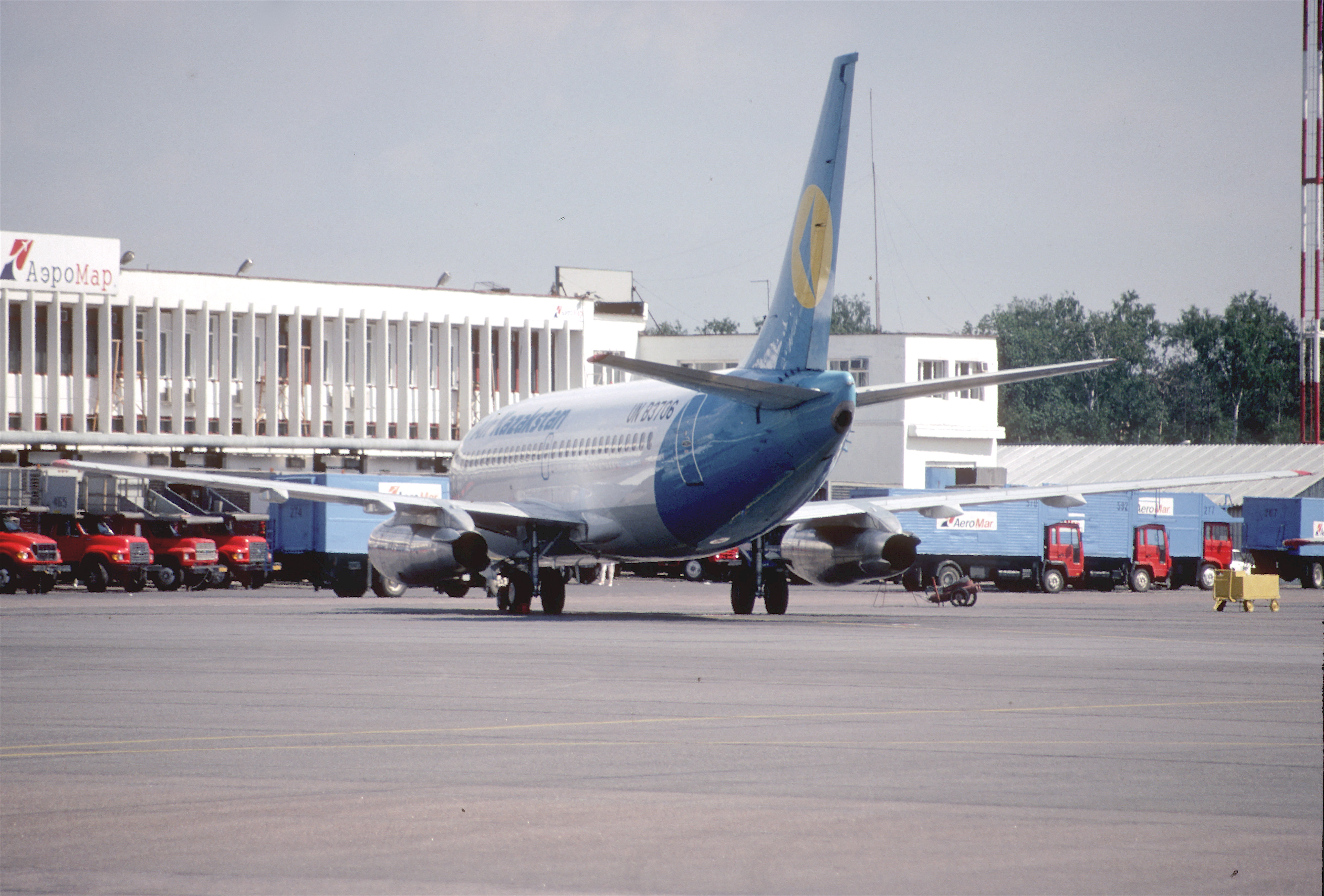
737-200

- エアバスA310-300
- ボーイング737-200
- イリューシン Il-86
- ツポレフ Tu-134
- ツポレフ Tu-154
- ヤコブレフ Yak-42